# Kayıkçılar, Çaycuma
Kayıkçılar là một xã thuộc huyện Çaycuma, tỉnh Zonguldak, Thổ Nhĩ Kỳ. Dân số thời điểm năm 2011 là 1418 người.